# Caproni Ca.313
Капрони Ка.313 (итал. Caproni Ca.313) — итальянский самолёт торпедоносец-бомбардировщик времён Второй мировой войны. Некоторая часть экспортировалась в Швецию и Германию.

## История
Caproni Ca.313 стал дальнейшим развитием серии самолётов Ca.310/311/312. Основные изменения коснулись в установке новых двигателей Isotta-Fraschini «Asso» 120 IRСС 40, которые позволили несколько увеличить лётные характеристики.
Первый полёт прототипа самолёта состоялся в августе 1939 года, после чего он был отправлен на войсковые испытания, по итогам которых был незамедлительно принят на вооружение. Для ускорения производства фирма Caproni начала сборку самолёта сразу на нескольких своих филиалах. Первая серия самолётов получила обозначение Ca.313 R.P.B.1, вторая серия Ca.313 R.P.B.2, она отличалась видоизменённой кабиной большого остекления (см. верхнее фото), для лучшей обзорности.
К апрелю 1941 года самолёты стали поступать в лётные части Regia Aeronautica, преимущественно в Северную Африку. Однако в связи с осложнением ситуации в этом регионе самолёты уже через год были перебазированы обратно в Италию. Здесь некоторые машины стали использовать в качестве учебных, для подготовки пилотов торпедоносцев.
После выхода Италии из войны и оккупации страны немцами, им досталось порядка полусотни самолётов этого типа. Единичные экземпляры достались Республиканским ВВС прогерманской Республики Сало.
Ещё до войны самолётом заинтересовались Великобритания и Франция. Планировался даже крупный заказ (порядка 500 экземпляров), однако, эти планы не были осуществлены. Франция получила лишь несколько экземпляров и не включила их в состав своих ВВС. От 84 до 90 единиц были проданы в ВВС Швеции в 1940 году, где они получили обозначение Т16 (торпедоносец-бомбардировщик) и S16 (разведчик-бомбардировщик). Большой заказ разместили союзники итальянцев, немцы — для своих люфтваффе. Но в период с 1941 по 1943 год итальянцы смогли поставить лишь несколько десятков самолётов для люфтваффе. В 1944 году 13 экземпляров были поставлены ВВС Хорватии.

## Модификации
- Ca.313 R.P.B.1 — первая серия самолётов этой модели. Имели классическую переднюю часть фюзеляжа с «носом» перед кабиной.
- Ca.313 R.P.B.2 — вторая серия самолётов. Получили объёмную кабину с повышенным остеклением наподобие немецких бомбардировщиков Heinkel He 111
- Ca.313 R.A. (Ricognizione Armata) — модификации армейского разведчика.
- Ca.313F — экспортный вариант для Франции
- Ca.313G — экспортный вариант для Германии. Оснащался немецкими двигателями Junkers Jumo 211 и BMW-Bramo 323.
- Ca.314 — дальнейшее развитие модели Ca.313

## Страны-эксплуатанты
- Королевство Италия
- Королевство Швеция
- нацистская Германия
- Независимое государство Хорватия

## Технические характеристики
- Длина — 11,80 м
- Размах крыла — 16,65 м
- Площадь крыла — 38,40 м²
- Высота — 3,69 м
- Вес пустого — 4072 кг
- Вес взлетный — 5672 кг
- Скорость максимальная — 430 км/ч
- Скорость крейсерская — км/ч
- Дальность — 1700 км
- Потолок — 8500 метров
- Двигатель — два рядных Isotta-Fraschini «Delta» RC 35 I-DS мощностью 730 л. с.
- Экипаж — 3 человека
- Вооружение — три 7,7-мм подвижных пулемёта Breda-SAFAT
- Бомбовая нагрузка — до 400 кг бомб